# Diddo

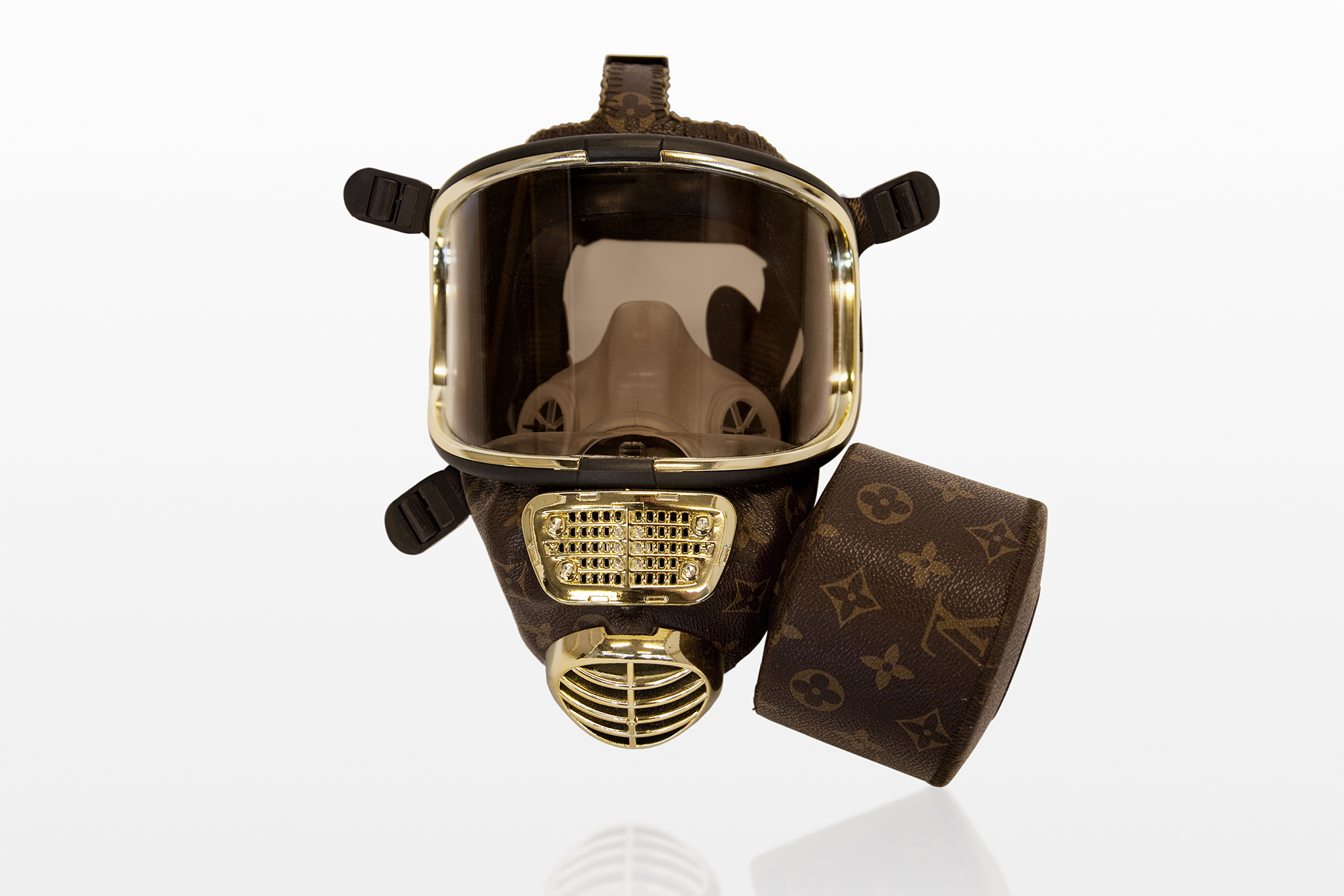
High Fashion Protection: M-95 Military graded NBC Mask & Scott Promask Mask. Mixed materials

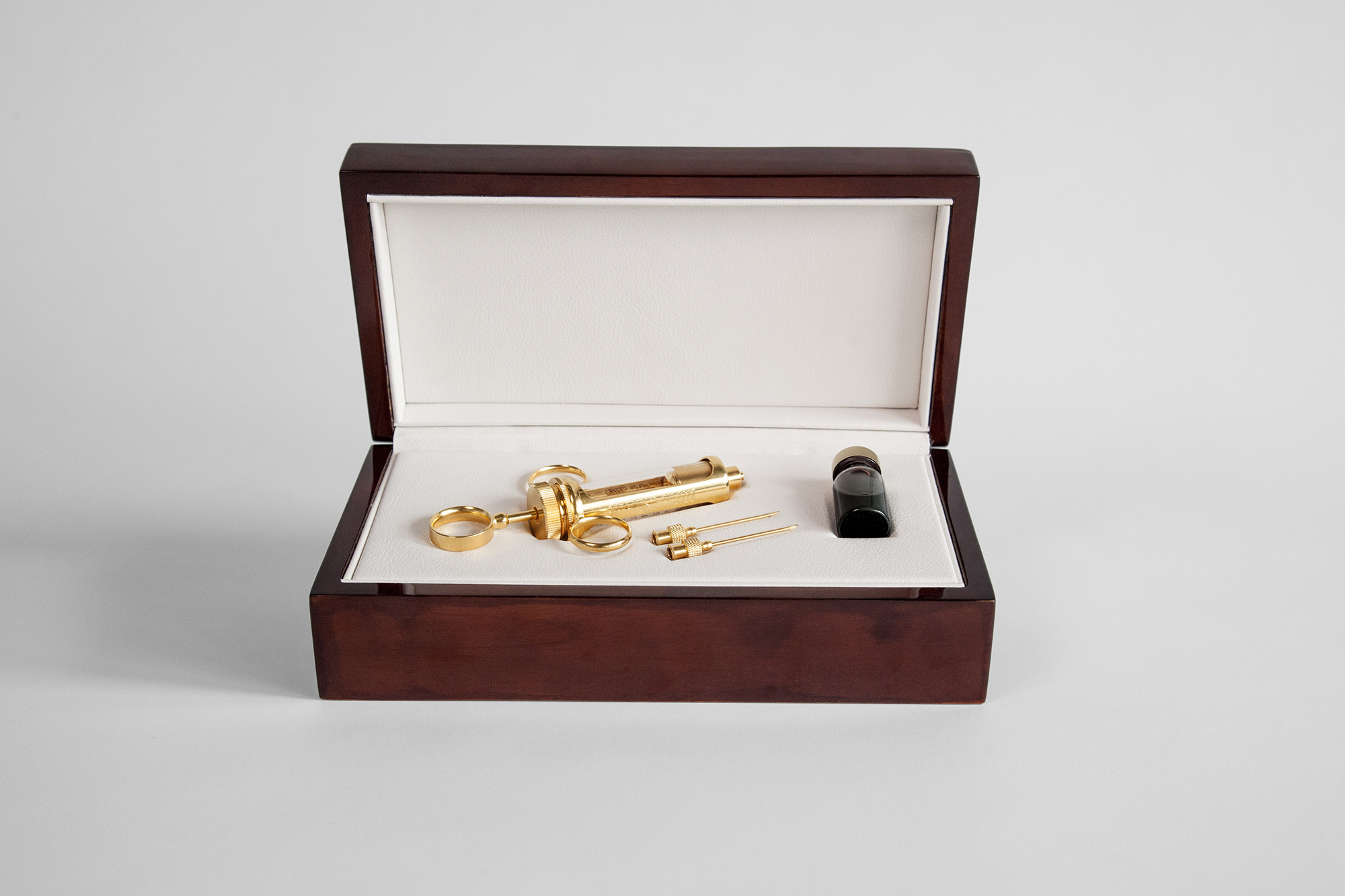
The Cure for Greed: Injection kit in mahogany wooden box featuring a 24 karat gold plated syringe and vial with a 5 ml dose of dollar ink recovered from approximately $10,000 in US currency. Dimension: 25 x 14 x 7.5 cm

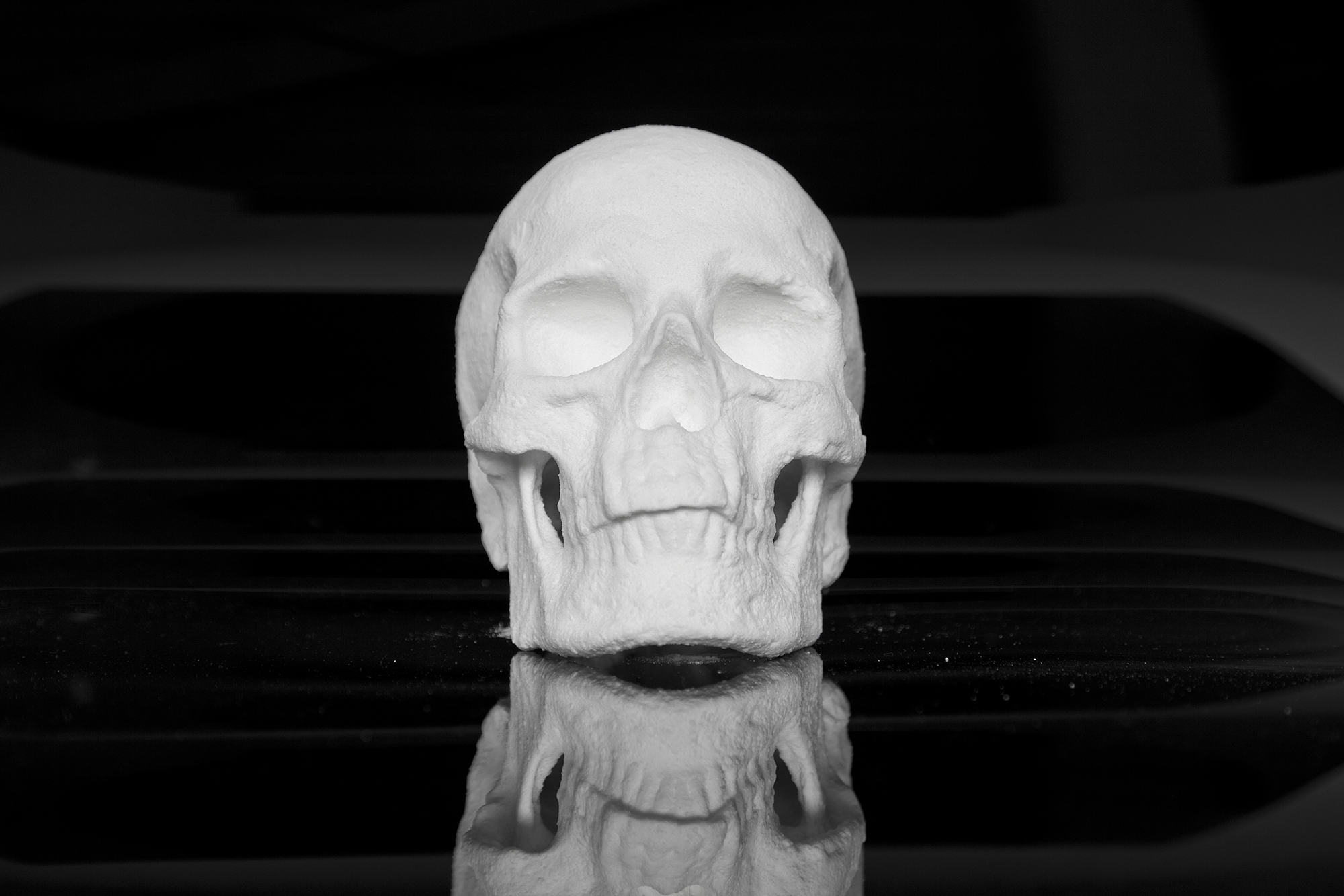
Ecce Animal: Compression molded Skull made from street sourced Cocaine and Gelatin. Commissioned piece. Dimension 12 x 18 x 22 cm

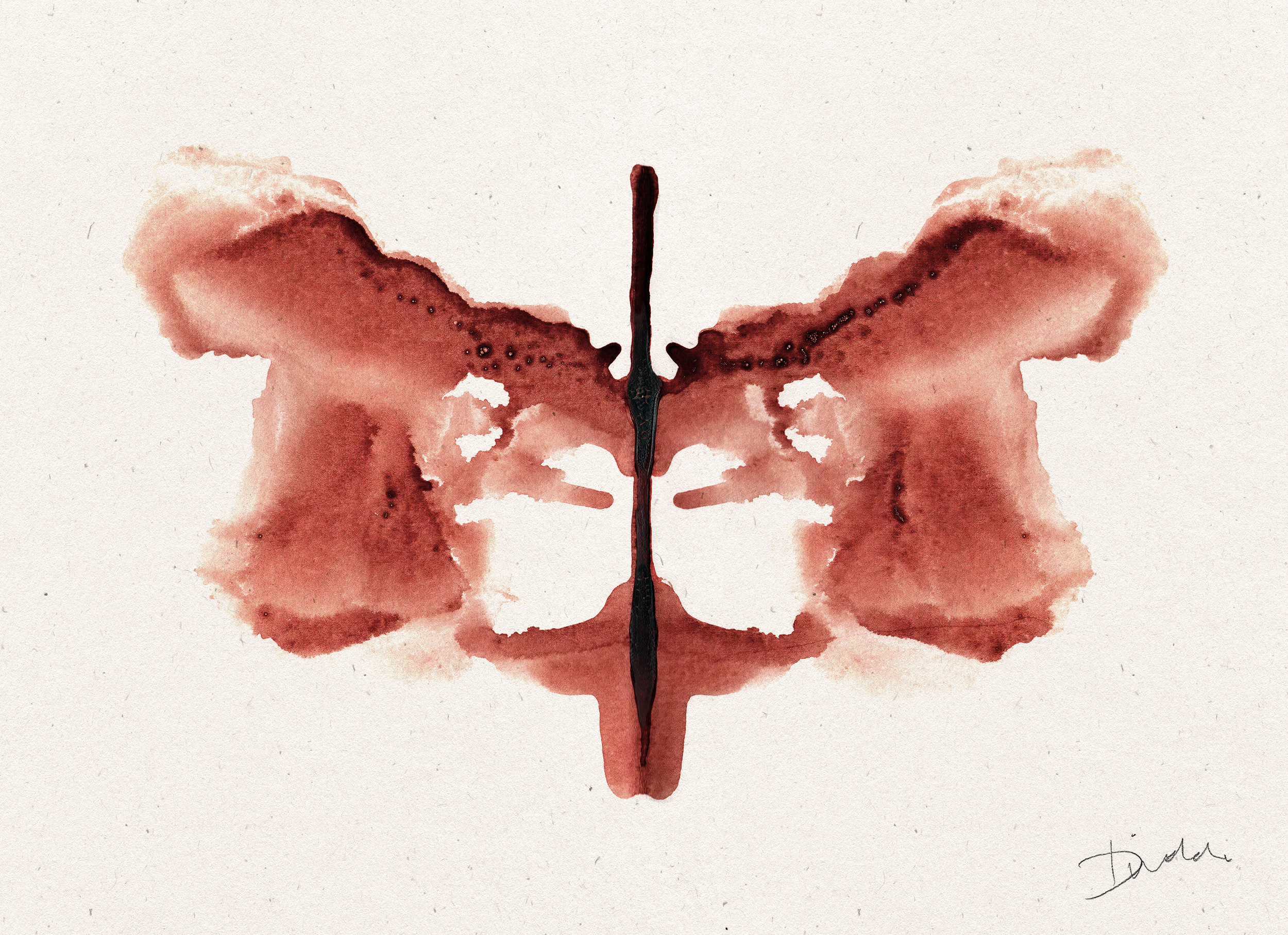
In Anxiety We Trust, een serie Rorschach kaarten gemaakt met gedoneerd mensenbloed (SARS-CoV-2 gevaccineerd en ongevaccineerd).

Diddo is de kunstenaarsnaam van 'Diddo Velema' (Den Haag, 7 juli 1977), een Nederlandse conceptuele kunstenaar en ontwerper.  
Diddo is geen onderdeel van een beweging, al vergelijken verschillende media zijn werk 'Ecce Animal' met de werken van Damien Hirst en de rest van de groep die onder de naam Young British Artists (YBA) bekend werd.

## Levensloop
Diddo Velema studeerde Media Design aan de Hogeschool voor de Kunsten Utrecht en behaalde in 2001 zijn MA graad in Media Design aan de Universiteit van Portsmouth. Hij werkt vanuit Amsterdam.

## Thema's
Diddo haalt inspiratie uit menselijk gedrag. Het onderzoeken van de ruimte tussen wat we zelf denken en wat we anderen voor ons laten denken. Zijn werk is een poging om de grens tussen perceptie en realiteit te definiëren, en het proces dat beeld in icoon verandert. Persoonlijke crises vormen een inspiratiebron, meer nog dan grote politieke kwesties.

## Werken (selectie)

### High Fashion Protection
In 2008 publiceerde Diddo foto's van een serie gasmaskers die zogenaamd in samenwerking met merken als Gucci en Vuitton waren ontworpen. In werkelijkheid ging het om een kunstproject waarmee hij de angst en consumptiecultuur met elkaar wilde verbinden. De kunstenaar zegt hierover dat we in een staat van voortdurende oorlog verkeren - met onszelf en met het ecosysteem dat ons in stand houdt. De serie bestaat uit een 'Scott Promask' masker en twee varianten van het 'M-95 Military NBC' masker. Hoewel het niet om een werkelijk product ging, werd het door modewebsite-commentatoren als een logisch modeproduct beschouwd.

### Project Womb
In 2011 presenteerde Diddo zijn Project Womb, een doodskist in de vorm van een baarmoeder. Op een mediaopslag in de kist (en verbonden met de cloud) kunnen overledenen hun herinneringen bewaren en doorgeven. De kunstenaar vraagt zich af wat het leven is en of hiertoe ook de acties behoren die mensen door de technologische ontwikkelingen na hun dood nog kunnen uitvoeren.

### The Cure for Greed
In 2012 publiceerde hij een kunstobject dat bestaat uit een 24-karaats vergulde injectiespuit vergezeld met een ampul gevuld met geabstraheerde dollar inkt. Voor de ampul met inkt werden voor 10.000 dollar aan briefjes van 50 dollar vermalen om voldoende inkt te kunnen abstraheren. In een begeleidende video verklaart de kunstenaar dat hij met het object een dialoog wil starten over alle aspecten van hebzucht. Hij vraagt zich af wat hebzucht is, waar het vandaan komt en hoe het onze persoonlijke en culturele waarden - en daarmee onze toekomst als soort - vormgeeft.

### Ecce Animal
In 2014 introduceerde Diddo Ecce Animal ('Zie het dier'), een schedel gemaakt met cocaïne. De titel van het werk verwijst naar Ecce Homo ('Zie de mens'). In een bij het kunstobject horend statement vraagt de kunstenaar zich af wat er gebeurt met de dierlijke instincten van de mens als deze in de huidige samenleving niet langer nodig zijn. Het conflict tussen beschaving en onze dierlijke instincten is volgens de kunstenaar een spanning tussen tegenstrijdige krachten die door velen verlicht wordt met het gebruik van drugs. Voor het kunstwerk verzamelde Diddo cocaïne van straatdealers en liet dit vervolgens in een laboratorium op puurheid  testen. Het kunstwerk leidde tot verontwaardigde reacties van mensen die vinden dat een object gemaakt van drugs geen kunst genoemd mag worden.

### In Anxiety we Trust
In 2022 publiceerde hij: In Anxiety We Trust, een serie Rorschach kaarten gemaakt van gedoneerd menselijk bloed (SARS-CoV-2 gevaccineerd en ongevaccineerd). Net zoals  de Rorschachtest nodigt het werk uit om de eigen perceptie en projecties te verkennen. De kunstenaar vraagt zich af of het in een tijd van crisis nog mogelijk is om geïnformeerde en rationele beslissingen te maken als we worden blootgesteld aan een veelheid van informatie, misinformatie en desinformatie. Hij betoogt dat als we niet meer kunnen vertrouwen op eigen beslissingen dat we angstig worden. En dat dit uiteindelijk zal leiden tot een keuze tussen leven in onwetendheid of leven met constante angst.

## Tentoonstellingen
Zijn werk is onder andere tentoongesteld bij Guy Hepner gallery in New York en het Institute of Contemporary Arts Singapore.